# Tony Robert-Fleury

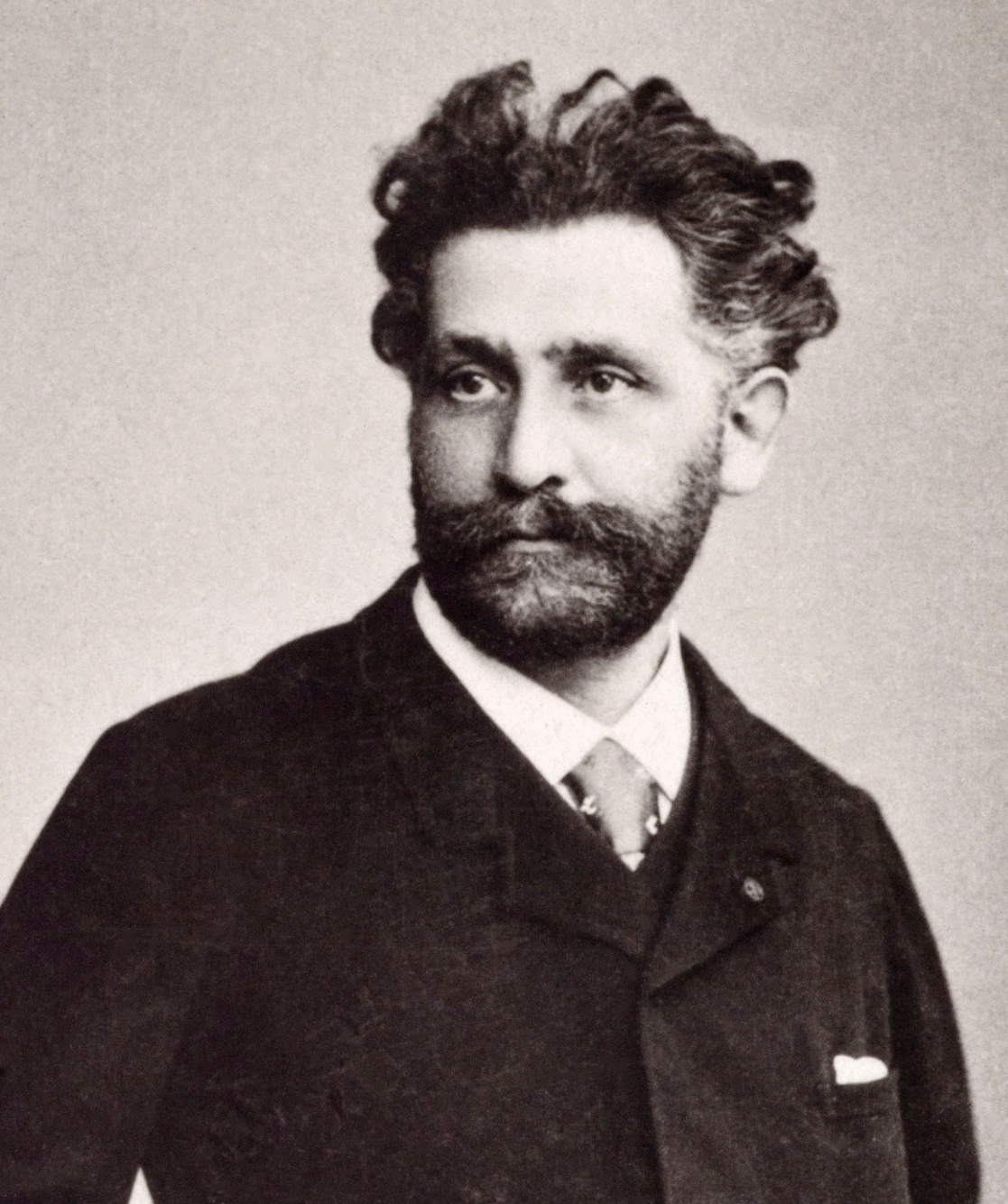
Tony Robert-Fleury, fotograferad av Félix Potin et Cie omkring 1900

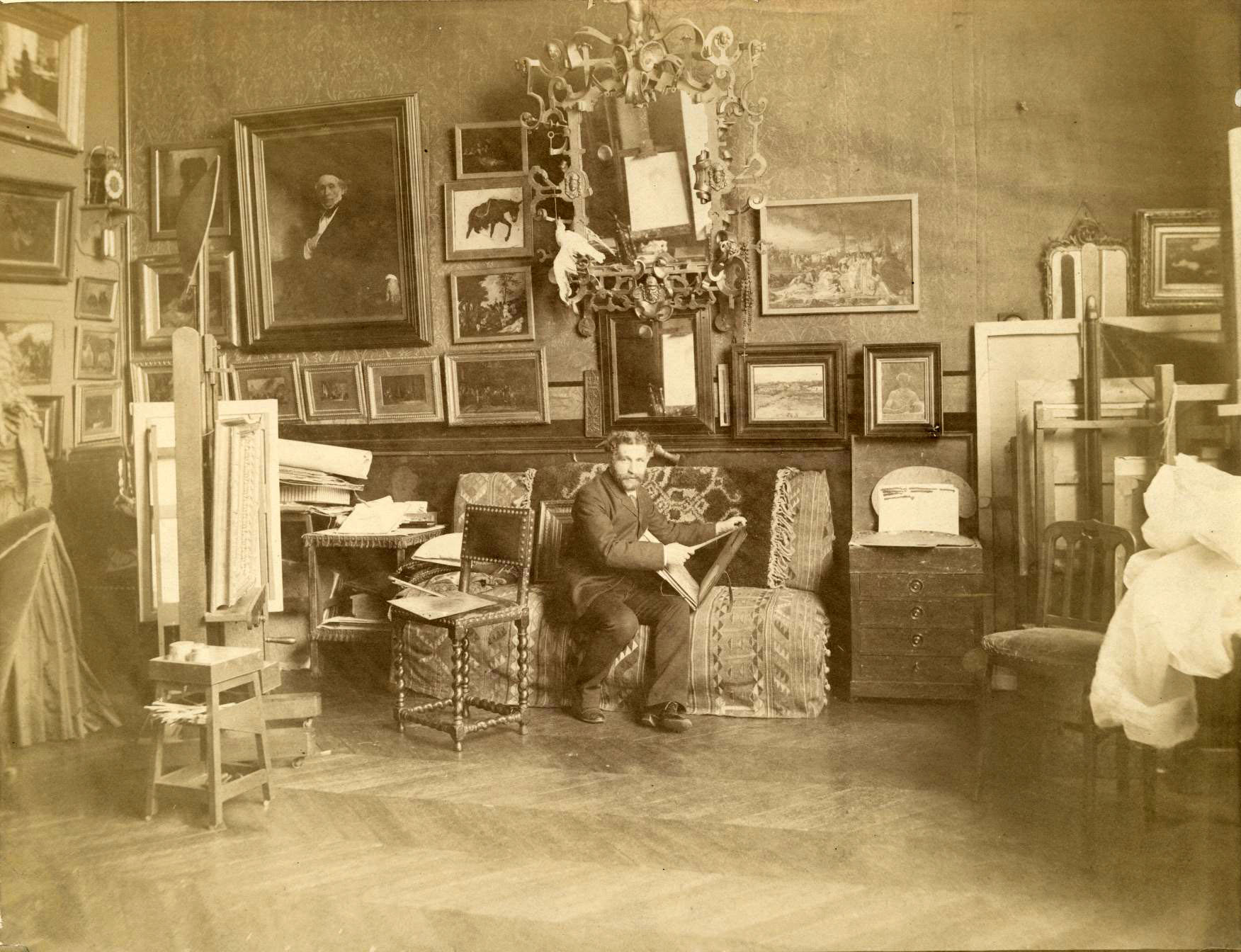
Tony Robert-Fleury i sin Parisstudio.

Tony Robert-Fleury, född den 1 september 1837 i Paris, död den 8 december 1911 i Viroflay, var en fransk målare, framförallt av historiska motiv. Han var son till Joseph-Nicolas Robert-Fleury. 
Robert-Fleury studerade under Paul Delaroche och Léon Cogniet samt i Rom och debuterade på salongen 1866 med en skräcktavla med aktuellt ämne, Warszawa 8 april 1861, skildrande blodbadet på Slottsplatsen. Därefter följde Gummor på piazza Navona i Rom (1867, Luxembourgmuseet), den stora prakttavlan Korinths sista dag (1870, Luxembourg), Charlotte Corday i Caën (1874), Doktor Pinel befriar de vansinniga på hospitalet från deras kedjor (1876), Skulpturens triumf (plafond i Luxembourgpalatset 1880) och Arkitekturen (1892, Hotel de Ville). På sin sista tid målade han mera intima ämnen, bland dem Oro (en dam vid ett fönster, Luxembourg). Han var även porträttmålare, och lärare vid Académie Julian

## Lärjungar
Robert-Fleury hade många lärjungar, bland andra:
- Cuno Amiet
- Amélie Beaury-Saurel
- Corrie Boellaard
- George Clausen
- Lovis Corinth
- Etienne Dinet
- Carl Dørnberger
- Guillaume Seignac
- Édouard Vuillard

## Galleri

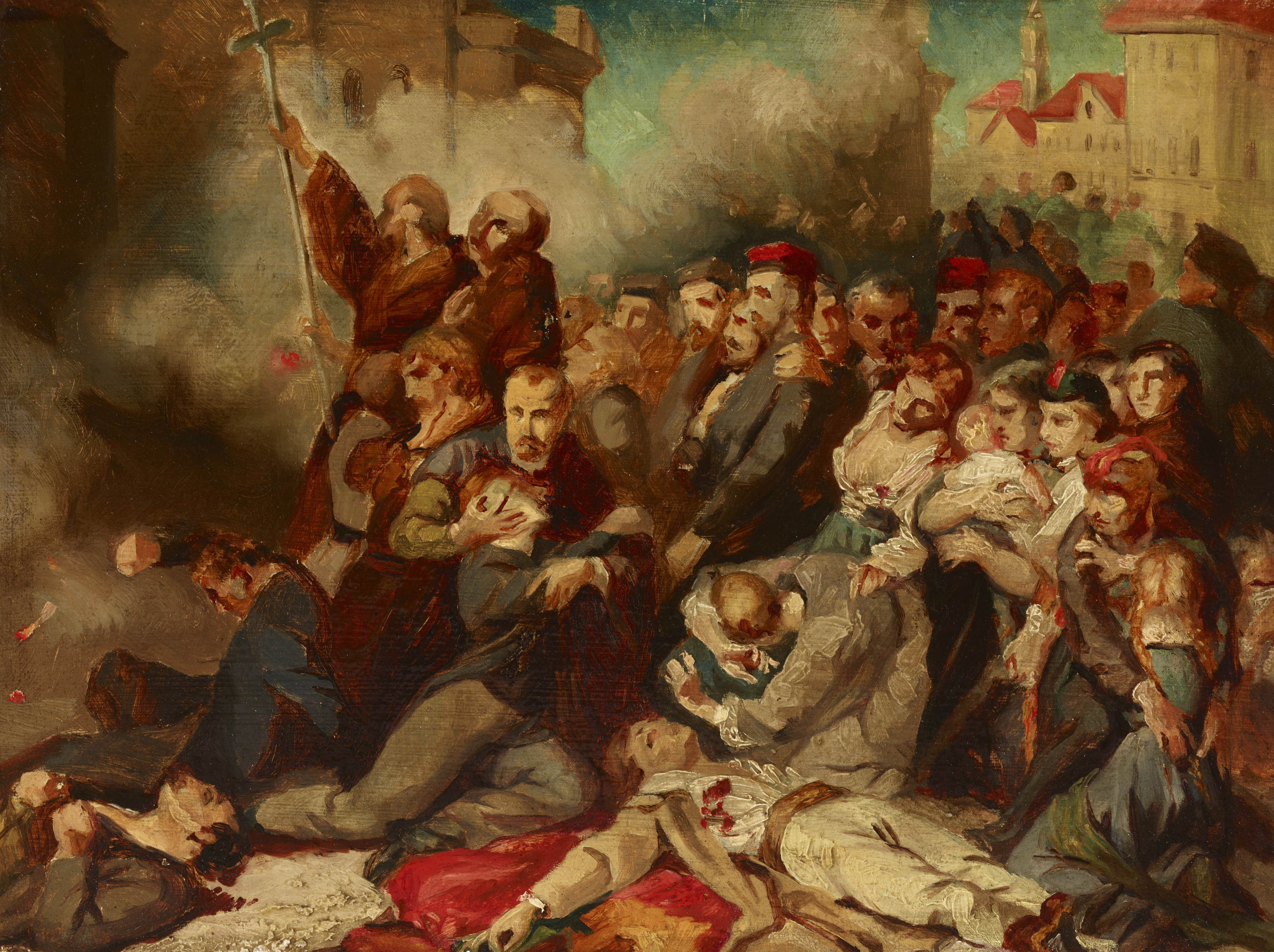
Varsovie, Scene de l'Insurrection Polonaise (1866)
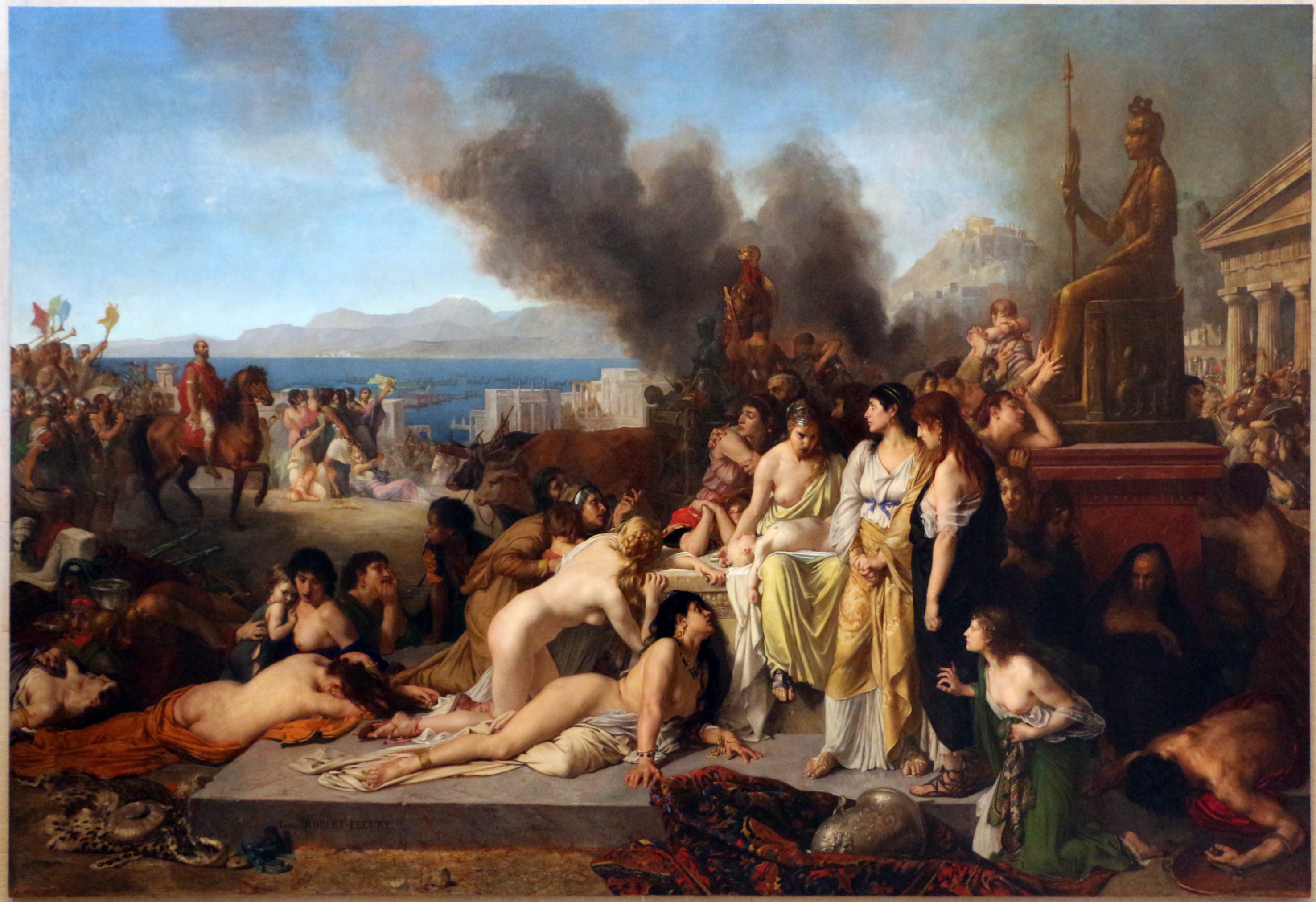
Le Dernier Jour de Corinthe (1870)
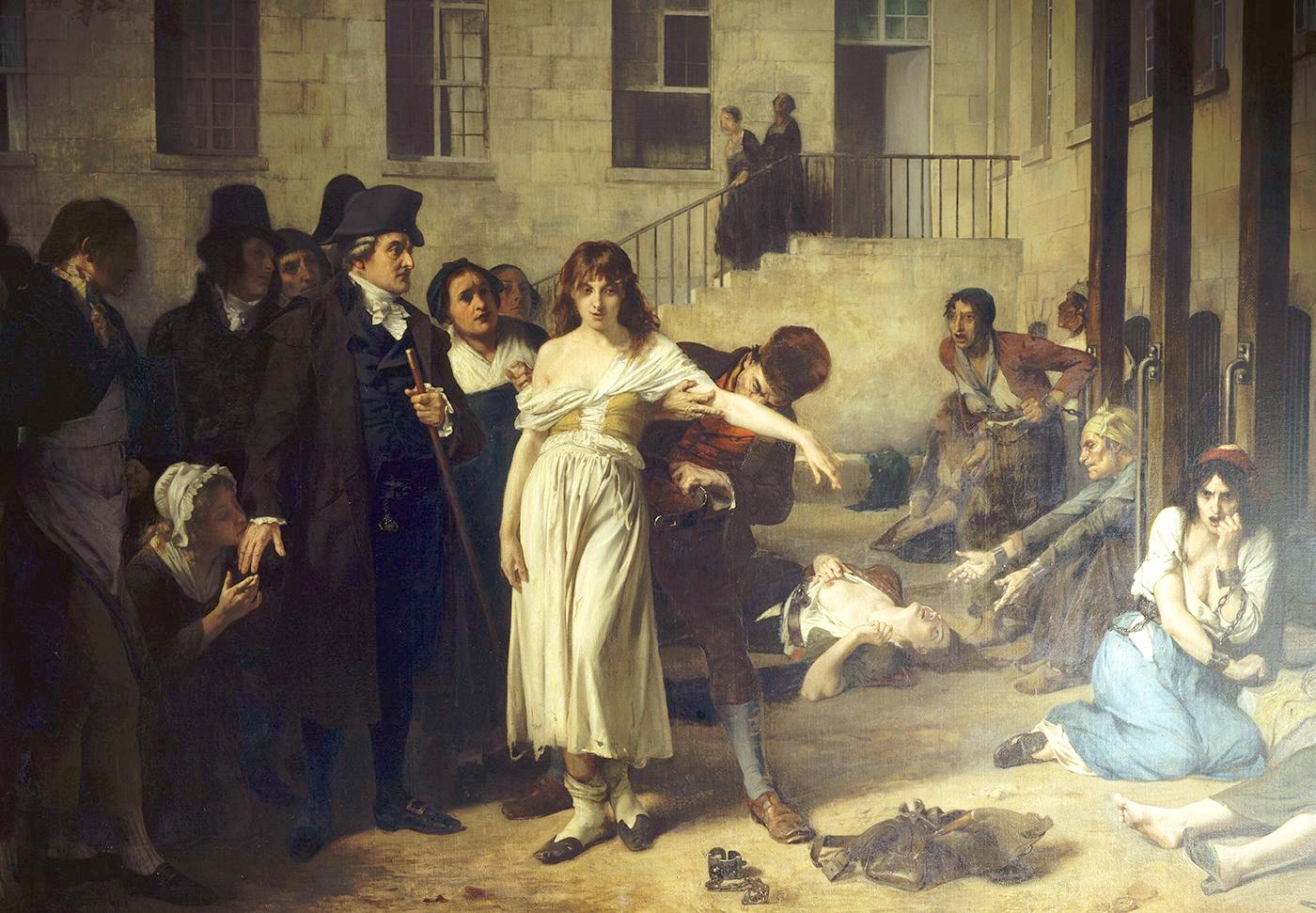
Pinel a la Salpêtrière (1876)
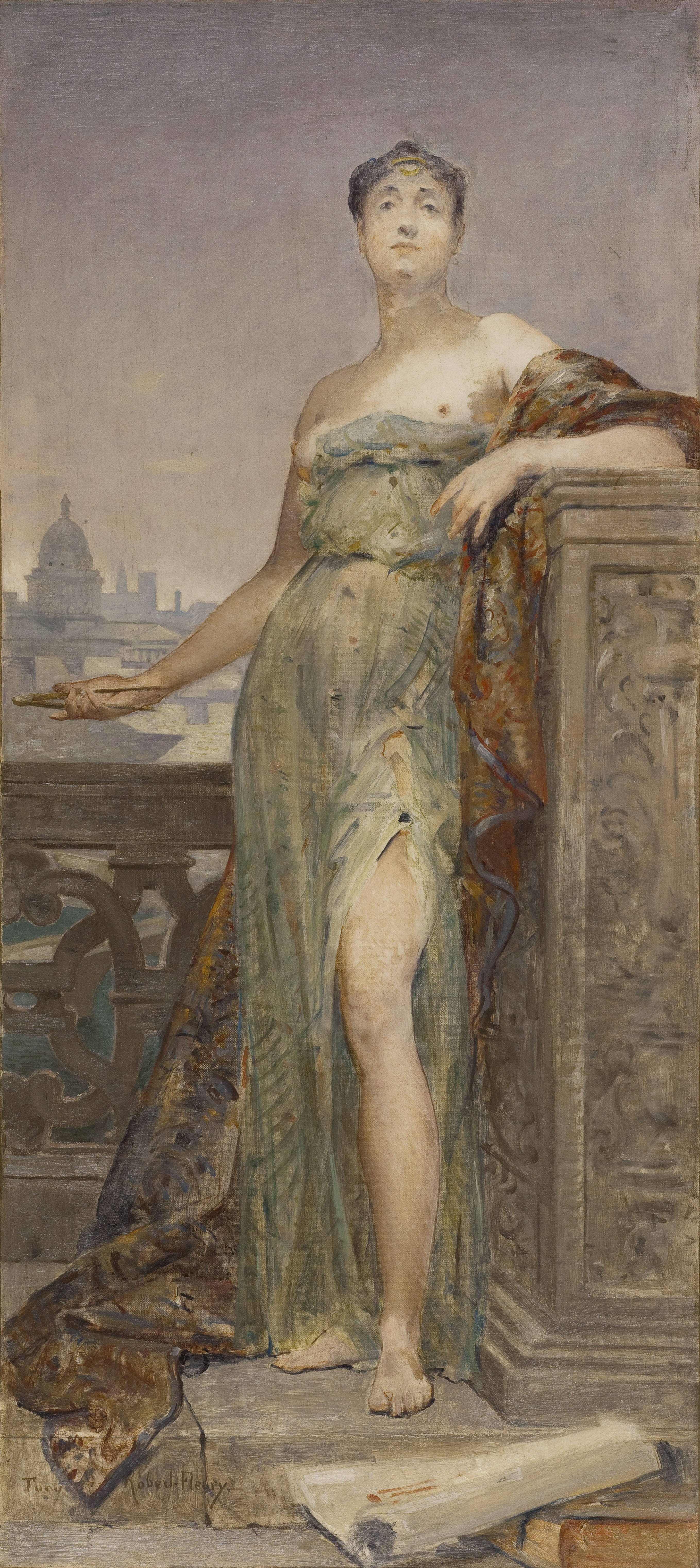
L'Architecture (ca 1890)
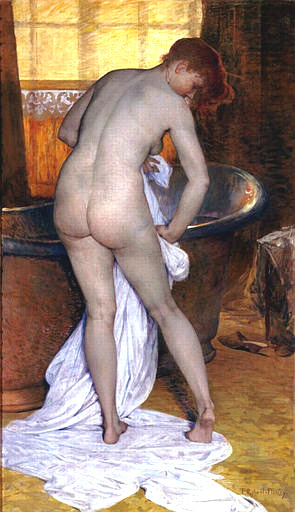
Le Bain (1903)